# 章丘市第一中学
山东省章丘市第一中学，位于中国山东省章丘市绣惠镇。

## 简介
章丘市第一中学是章丘市五所高中之一，座落于具有1400余年历史的章丘古县原县城所在地，位于女郎山下，绣江河西。学校始建于1952年，是章丘市最早的中学，校名由欧阳中石书写，当时还是章邱县。章丘一中是山东省规范化学校。

### 现任校长
邱承岭

### 历任校长
沈延年
张勇
李刚